# Bauhinia zmienna

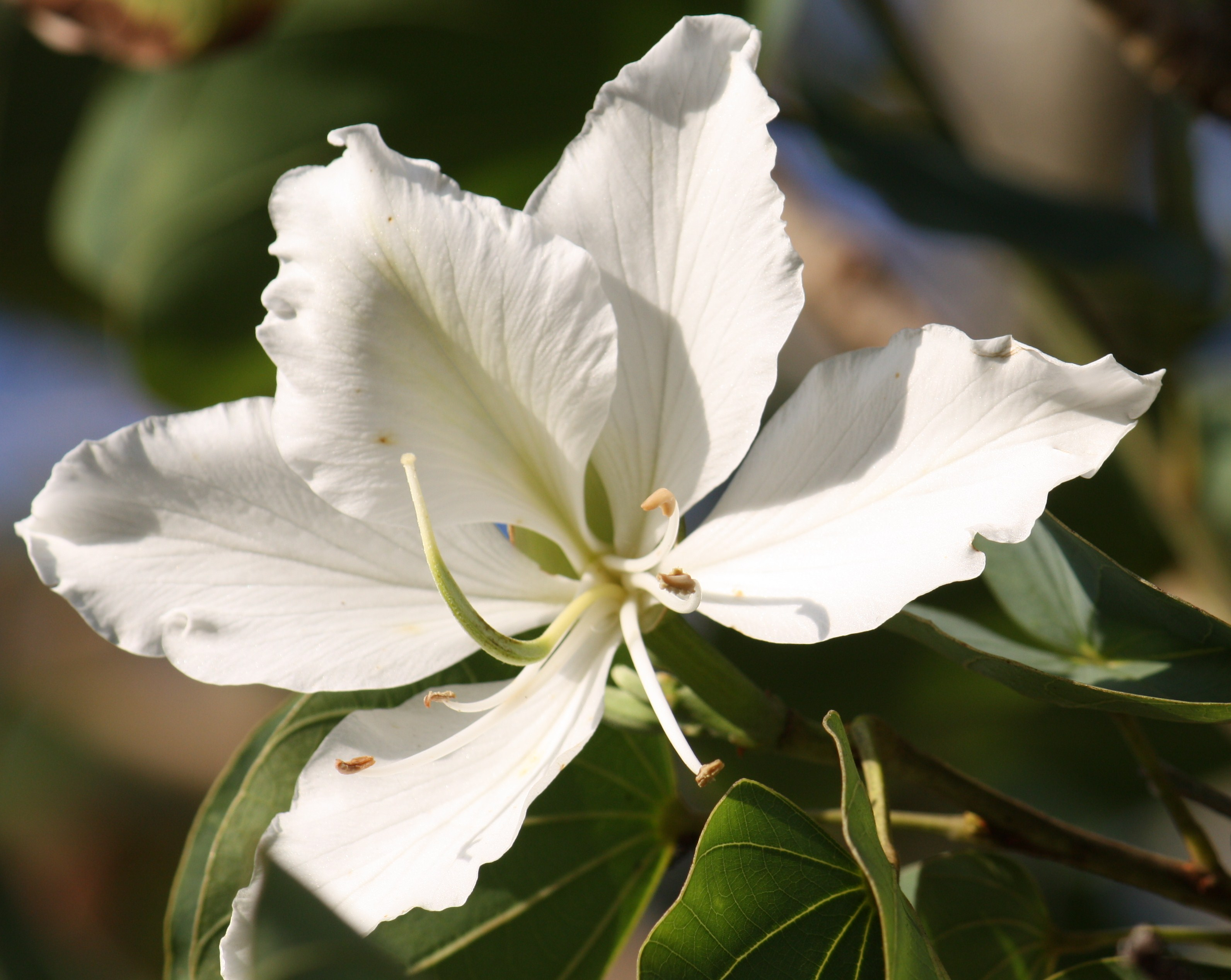
`Candida`

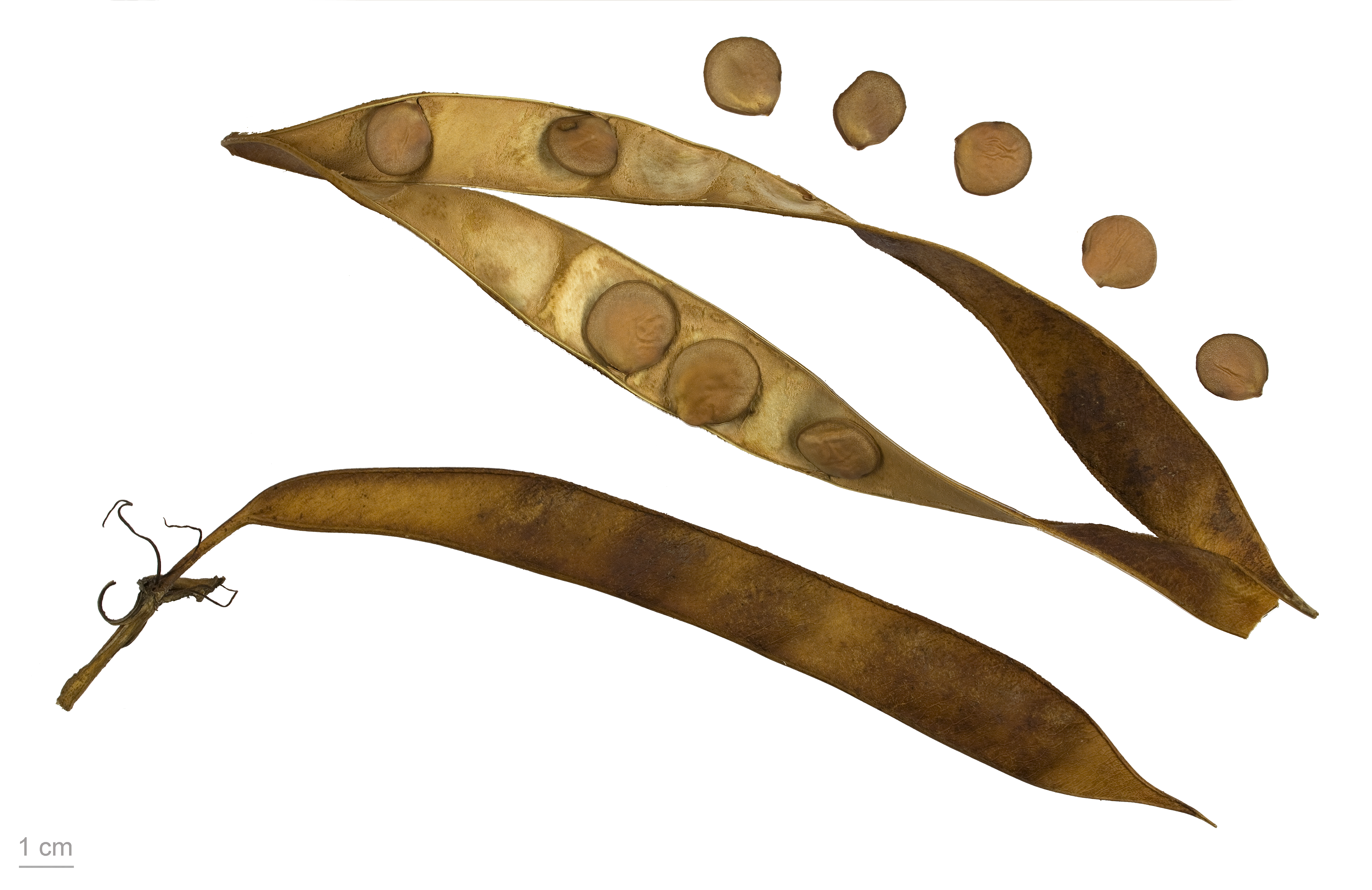
Owoce i nasiona

Bauhinia zmienna (Bauhinia variegata) – tropikalne drzewo z rodziny bobowatych (podrodzina Cercidoideae), według dawniejszej klasyfikacji zaliczane do brezylkowatych (Caesalpiniaceae). Strefy mrozoodporności: 10-11. Pochodzi z Półwyspu Indyjskiego (Indie, Bhutan, Nepal) i południowych Chin, gdzie indziej sadzone często jako roślina ozdobna. Ze względu na swe kwiaty nazywane popularnie "drzewem orchideowym" (ang. Orchid tree), ale nie jest spokrewniona ze storczykami.

## Morfologia
PokrójDrzewo osiągające do 12 m wysokości, znacznie rzadziej krzew. W wilgotnym i tropikalnym klimacie jest częściowo zimozielone, uprawiane w chłodniejszych rejonach okresowo zrzuca liście.
Liścienaprzemianległe, o długości 5-20 cm, nasada najczęściej sercowata, na wierzchołku wcięte.
Kwiatypojedyncze, różowe lub bladofioletowe (podobny gatunek Bauhinia purpurea ma ciemniejsze kwiaty), ok. 10 cm, z pięcioma łukowato wygiętymi ku górze pylnikami. Kwiaty mają odcień od niemal białego do różowego, przy czym dwa górne płatki są szersze i ciemniejsze. Kwitnie wczesną wiosną.
Owoceduże i płaskie strąki, przez niektórych ogrodników uważane za brzydkie i szpecące drzewo.

## Zastosowanie
- W krajach o ciepłym klimacie (strefy 9-12) jest uprawiana w parkach i ogrodach jako roślina ozdobna[6]. Odmiana `Alba` ma pachnące, białe kwiaty z cytrynowożółtymi wybarwieniami[6].
- Kwiaty bauhinii stanowią składnik kuchni indyjskiej[7].
- W ajurwedzie ma zastosowanie medyczne[8].

## Znaczenie w hinduizmie
- W hinduizmie drzewo kaćnar uznawane za święte.
- Kwiaty związane z kultem boga Śiwy.